# Die, My Love
Die, My Love är en amerikansk skräckkomedifilm som hade premiär på Cannes filmfestival den 17 maj 2025. Den är regisserad av Lynne Ramsay efter ett manus skrivet av Ramsay, Ariana Harwicz och Enda Walsh.

## Handling
Filmen utspelar sig i ett avlägset lantligt område i Montana, där en nybliven mamma, Grace, kämpar med psykisk ohälsa och en sönderfallande relation.

## Rollista (i urval)
- Jennifer Lawrence - Grace
- Robert Pattinson - Jackson
- LaKeith Stanfield - Karl
- Sissy Spacek - Pam
- Nick Nolte - Harry